# Canarana (Bahia)
Canarana é um município brasileiro do estado da Bahia.
Este município integra o Território de Identidade de Irecê.

## Organização político-administrativa
A estrutura político-administrativa do Município de Canarana é composta pelo Poder Executivo, chefiado por um Prefeito eleito por sufrágio universal, o qual é auxiliado diretamente por secretários municipais nomeados por ele, e pelo Poder Legislativo, institucionalizado pela Câmara Municipal de Canarana, órgão colegiado de representação dos munícipes que é composto por vereadores também eleitos por sufrágio universal.

### Atuais autoridades municipais de Canarana
- Prefeito: Ezenivaldo Alves Dourado ("Zeni") - PL (2021/-)[7]
- Vice-prefeito: Wagner Roberto Andrade de Souza ("Wagner de Tiano") - PP (2021/-);[7]

## Infraestrutura

### Educação
O município de Canarana é um dos três municípios do Território de Identidade de Irecê a possuir um Centro Estadual de Educação Profissional (CETEP): o Colégio Estadual José Ribeiro de Araújo, onde oferece curso técnico em Agroecologia e Agropecuária, desde 2006.
Em 2007, o índice de alfabetização de adultos residentes em Canarana era de 76% em todo o município.

### Saúde
Entre 2008 a 2018, o município de Canarana foi o terceiro com maior proporção de mortalidade por doença de chagas no Território de Identidade de Irecê, com 41 óbitos registrados nesse período, ficando atrás somente de Cafarnaum (41 óbitos) e Mulungu do Morro (51 óbitos).